# Coalición Global por el Clima
La Coalición Mundial por el Clima (GCC, por sus siglas en inglés) (1989-2001) fue un grupo internacional de presión formado por empresas que se oponían a las medidas para reducir las emisiones de gases de efecto invernadero y se dedicaban a negar el cambio climático, cuestionando públicamente la ciencia que sustenta el calentamiento global. El GCC fue el mayor grupo industrial activo en política climática y el defensor más destacado de la industria en las negociaciones internacionales sobre el clima. El CCG participó en la oposición al Protocolo de Kioto y desempeñó un papel en el bloqueo de la ratificación por parte de Estados Unidos. La coalición sabía que no podía negar el consenso científico, pero trató de sembrar la duda sobre el consenso científico sobre el cambio climático y crear una controversia fabricada.
El CCG se disolvió en 2001 tras la disminución del número de miembros, debido a la mayor comprensión del papel de los gases de efecto invernadero en el cambio climático y a las críticas de la opinión pública. Declaró que su objetivo principal se había cumplido: El presidente de Estados Unidos, George W. Bush, retiró a Estados Unidos, que por sí solo era responsable de casi una cuarta parte de las emisiones mundiales de gases de efecto invernadero, del proceso del Protocolo de Kioto al votar el Senado a favor de no ratificar el tratado. Esto hizo que las reducciones obligatorias a nivel mundial fueran inalcanzables.

## Fundación
La Coalición Mundial por el Clima (GCC, por sus siglas en inglés) se creó en 1989 como un proyecto auspiciado por la Asociación Nacional de Manufacturas para representar los intereses de los principales productores y usuarios de combustibles fósiles, oponerse a la regulación para mitigar el calentamiento global y cuestionar la ciencia que sustenta el calentamiento global. El contexto para la fundación del CCG a partir de 1988 incluyó el establecimiento del Grupo Intergubernamental de Expertos sobre el Cambio Climático (IPCC) y el testimonio en el Congreso del climatólogo de la NASA James Hansen de que se estaba produciendo un cambio climático. Las oficinas de asuntos gubernamentales de cinco o seis empresas reconocieron que no se habían organizado adecuadamente para el Protocolo de Montreal, el tratado internacional que eliminaba progresivamente los clorofluorocarbonos que agotan la capa de ozono, y la Ley de Aire Limpio en Estados Unidos, y reconocieron que los combustibles fósiles serían objeto de regulación.
Según la declaración de objetivos del GCC en la página de inicio de su sitio web, el GCC se creó: "coordinar la participación empresarial en el debate político internacional sobre la cuestión del cambio climático mundial y el calentamiento global", y el director ejecutivo del GCC afirmó en un comunicado de prensa de 1993 que el GCC se organizaba "como la voz principal de la industria en la cuestión del cambio climático mundial".
El GCC se reorganizó de forma independiente en 1992, y el primer presidente del consejo de administración fue el director de relaciones gubernamentales de Phillips Petroleum Company. Exxon, más tarde ExxonMobil, fue miembro fundador y miembro fundador del consejo de administración del GCC; el gigante energético también desempeñó un papel de liderazgo en la coalición. El Instituto Americano del Petróleo (API) fue uno de los principales miembros de la coalición. El vicepresidente ejecutivo del API fue presidente del consejo de administración de la coalición. Otros miembros fundadores de la GCC fueron la Asociación Nacional del Carbón, la Cámara de Comercio de Estados Unidos, la Asociación Forestal y Papelera Americana y el Instituto Eléctrico Edison. El director ejecutivo de la GCC, John Shlaes, había sido anteriormente director de relaciones gubernamentales del Instituto Eléctrico Edison. La GCC estaba dirigida por Ruder Finn, una empresa de relaciones públicas. La amplia campaña de relaciones públicas de la GCC fue diseñada por E. Bruce Harrison, que había creado campañas para la industria estadounidense contra la legislación medioambiental desde los años setenta.
El GCC era el mayor grupo industrial activo en política climática. Unas 40 empresas y asociaciones industriales eran miembros del GCC. Teniendo en cuenta las empresas miembros, las asociaciones comerciales miembros y las empresas representadas por asociaciones comerciales miembros, el GCC representaba a más de 230.000 empresas. Los sectores representados eran: aluminio, papel, transporte, generación de energía, petróleo, productos químicos y pequeñas empresas. Todas las grandes petroleras fueron miembros hasta 1996 (Shell abandonó en 1998). Los miembros del GCC pertenecían a sectores que se habrían visto perjudicados por las limitaciones en el consumo de combustibles fósiles. El GCC se financiaba con las cuotas de sus miembros.

## Actividades de promoción
El GCC fue uno de los grupos de presión más poderosos contra las medidas para mitigar el calentamiento global. Fue el defensor más destacado de la industria en las negociaciones internacionales sobre el clima y lideró una campaña contraria a las políticas de reducción de las emisiones de gases de efecto invernadero. Según Kal Raustiala, profesor de la Facultad de Derecho de la UCLA, el GCC fue una de las organizaciones no gubernamentales más poderosas que representaron los intereses empresariales en la política climática.
Entre las actividades de promoción de la GCC se incluyen la presión a funcionarios gubernamentales, la presión popular a través de comunicados de prensa y publicidad, la participación en conferencias internacionales sobre el clima, la crítica a los procesos de las organizaciones internacionales sobre el clima, las críticas a los modelos climáticos y los ataques personales a científicos y ecologistas. Las posiciones políticas defendidas por la coalición incluían la negación del cambio climático antropogénico, la insistencia en la incertidumbre de la climatología, la defensa de la investigación adicional, el énfasis en los beneficios y la minimización de los riesgos del cambio climático, la insistencia en la prioridad del desarrollo económico, la defensa de la soberanía nacional y la oposición a la regulación de las emisiones de gases de efecto invernadero.
El CCG envió delegaciones a todas las grandes convenciones internacionales sobre el clima. Sólo las naciones y las organizaciones sin ánimo de lucro pueden enviar delegados oficiales a las Conferencias de las Naciones Unidas sobre el cambio climático. El CCG se inscribió en la Convención Marco de las Naciones Unidas sobre el Cambio Climático (CMNUCC) como organización no gubernamental, y los ejecutivos de los miembros del CCG asistieron a las conferencias oficiales de la ONU como delegados del CCG.
En 1990, después de que el presidente estadounidense, George H. W. Bush, se dirigiera al Grupo Intergubernamental de Expertos sobre el Cambio Climático (IPCC) instando a la prudencia en la respuesta al calentamiento global y sin ofrecer nuevas propuestas, el GCC afirmó que el discurso de Bush era "muy firme" y coincidía con las prioridades de desarrollo económico e investigación adicional. El GCC envió a 30 asistentes a la Cumbre de la Tierra de 1992 en Río de Janeiro, donde presionó para mantener los objetivos y los calendarios fuera de la Convención Marco de las Naciones Unidas sobre el Cambio Climático. En diciembre de 1992, el director ejecutivo del GCC escribió en una carta a The New York Times: "En 1992, el GCC distribuyó a cientos de periodistas, a la Casa Blanca y a varios países productores de petróleo de Oriente Medio un vídeo de media hora de duración titulado El enverdecimiento del planeta Tierra, en el que se sugería que el aumento del dióxido de carbono atmosférico podría aumentar el rendimiento de los cultivos y solucionar el hambre en el mundo.
En 1993, después de que el entonces presidente de EEUU, Bill Clinton, se comprometiera a "reducir nuestras emisiones de gases de efecto invernadero a los niveles de 1990 para el año 2000", el director ejecutivo del GCC afirmó que "podría poner en peligro la salud económica de la nación". La labor de presión del GCC fue clave para la derrota en el Senado de Estados Unidos de la propuesta de impuesto BTU de Clinton de 1993. En 1994, después de que el Secretario de Energía de Estados Unidos, Hazel R. O'Leary, dijera que era necesario reforzar la CMNUCC de 1992, y que las reducciones voluntarias de dióxido de carbono podrían no ser suficientes, el GCC dijo que estaba "preocupada por la insinuación de que el plan voluntario de acción climática del Presidente, que acaba de ponerse en marcha, será inadecuado y que puede ser necesario adoptar medidas más estrictas a nivel nacional".
El CGC no financió investigaciones científicas orig inales y sus afirmaciones sobre el clima se basaron en gran medida en el World Climate Review y en su sucesor, el World Climate Report, editado por Patrick Michaels y financiado por la Western Fuels Association. El CGC promovió las opiniones de negacionistas del clima como Michaels, Fred Singer y Richard Lindzen. En 1996, el CGC publicó un informe titulado Global warming and extreme weather: fact vs. fiction escrito por Robert E. Davis.
Los miembros del CGC cuestionaron la eficacia de la negación del cambio climático y cambiaron su mensaje para destacar los costes económicos de las normativas propuestas sobre emisiones de gases de efecto invernadero y la escasa eficacia de las propuestas que eximían a las naciones en desarrollo. En 1995, después de que la conferencia de las Naciones Unidas sobre el Cambio Climático en Berlín acordara negociar límites a las emisiones de gases de efecto invernadero, el director ejecutivo del CGC afirmó que el acuerdo daba "vía libre a países en desarrollo como China, India y México" y que "cambiaría las relaciones entre los países soberanos y las Naciones Unidas". Esto podría tener implicaciones muy significativas. Podría ser una forma de limitar nuestra economía". En una rueda de prensa en Washington D. C. en vísperas de la segunda conferencia de las Naciones Unidas sobre el Cambio Climático en Ginebra, el director ejecutivo del CGC dijo: "Todavía no es el momento de tomar decisiones". En la conferencia de Ginebra, el CGC emitió una declaración en la que afirmaba que era demasiado pronto para determinar las causas del calentamiento global. Los representantes del CGC presionaron a los científicos en la conferencia del IPCC celebrada en septiembre de 1996 en Ciudad de México.
Después de que el actor Leonardo DiCaprio, presidente del Día Internacional de la Madre Tierra 2000, entrevistara a Clinton para ABC News, el CGC envió un correo electrónico en el que decía que el primer coche de DiCaprio fue un Jeep Grand Cherokee y que su coche actual era un Chevrolet Tahoe.

### Predicción del cambio climático futuro: Un manual
En 1995, el GCC reunió un comité consultivo de expertos científicos y técnicos para elaborar un informe interno de 17 páginas sobre la climatología titulado Predicting Future Climate Change: A Primer, en el que se decía: "La base científica del efecto invernadero y del impacto potencial de las emisiones humanas de gases de efecto invernadero como el CO2 sobre el clima está bien establecida y no puede negarse". A principios de 1996, el comité operativo del GCC pidió al comité asesor que redactara las secciones que refutaban los argumentos contrarios, aceptó el informe y lo distribuyó a los miembros. El borrador del documento se divulgó en una demanda presentada en 2007 por la industria automovilística contra los esfuerzos de California por regular las emisiones de gases de efecto invernadero de los automóviles.
Según The New York Times, la cartilla demostraba que "incluso mientras la coalición trabajaba para influir en la opinión pública, sus propios expertos científicos y técnicos aconsejaban que la ciencia que respalda el papel de los gases de efecto invernadero en el calentamiento global no podía refutarse". Según la Unión de Científicos Conscientes en 2015, la cartilla era: "notable por mostrar indiscutiblemente que, mientras que el engaño de algunas empresas de combustibles fósiles sobre la ciencia del clima ha continuado hasta nuestros días, hace al menos dos décadas los propios expertos científicos de las empresas les alertaban internamente sobre las realidades e implicaciones del cambio climático."

### Segundo Informe de Evaluación del IPCC
El GCC participó como industria en el proceso de revisión del Segundo Informe de Evaluación del IPCC. En 1996, antes de la publicación del Segundo Informe de Evaluación, el GCC distribuyó un informe titulado El IPCC: Limpieza Científica Institucionalizada a periodistas, congresistas estadounidenses y científicos. El informe de la coalición afirmaba que Benjamin D. Santer, autor principal del capítulo 8 de la evaluación, titulado «Detección del cambio climático y atribución de las causas», había alterado el texto, después de su aceptación por el Grupo de Trabajo y sin la aprobación de los autores, para eliminar el contenido que caracterizaba la incertidumbre de la ciencia. Frederick Seitz repitió las acusaciones del GCC en una carta a The Wall Street Journal publicada el 12 de junio de 1996.La coalición publicó anuncios en los periódicos que decían: «a menos que la dirección del IPCC se comprometa rápidamente a volver a publicar las versiones impresas... se habrá perdido la credibilidad del IPCC".
Santer y sus coautores dijeron que las ediciones eran integraciones de comentarios de la revisión por pares según los procesos acordados del IPCC.

### Oposición al Protocolo de Kioto
GCC fue el principal grupo industrial de Estados Unidos que se opuso al Protocolo de Kioto, que comprometía a los signatarios a reducir las emisiones de gases de efecto invernadero. La coalición «fue el principal grupo industrial que trabajó en oposición al Protocolo de Kioto», según Greenpeace, y lideró la oposición al Protocolo de Kioto, según Los Angeles Times.
Antes de 1997, la CCG gastaba alrededor de un millón de dólares anuales en actividades de presión contra los límites a las emisiones de CO2; antes de Kioto, los ingresos anuales de la CCG alcanzaron un máximo de alrededor de 1,5 millones de dólares; la CCG gastó 13 millones de dólares en publicidad en oposición al tratado de Kioto. La coalición financió el Proyecto de Información sobre el Clima Global y contrató a la empresa publicitaria que produjo la campaña publicitaria de 1993-1994 de Harry y Louise, que se oponía a la iniciativa de Clinton sobre la atención sanitaria.Los anuncios decían: «el Tratado Climático de la ONU no es Global... y no funcionará» y «los estadounidenses pagarán el precio... 50 céntimos más por cada galón de gasolina».
El CCG se opuso a la firma del Protocolo de Kioto por Clinton. El CCG influyó en la retirada del Protocolo de Kioto por parte del gobierno del presidente George W. Bush. Según las notas informativas preparadas por el Departamento de Estado de Estados Unidos para el subsecretario de Estado, el rechazo de Bush al Protocolo de Kioto se basó «en parte en las aportaciones del» CCG. La presión del CCG fue clave para que el Senado de Estados Unidos aprobara por unanimidad en julio de 1997 la Resolución Byrd-Hagel, que reflejaba la postura de la coalición de que las restricciones a las emisiones de gases de efecto invernadero debían incluir a los países en desarrollo.El presidente del CCG declaró ante un comité del Congreso de Estados Unidos que los límites obligatorios a las emisiones de gases de efecto invernadero eran: "un juicio precipitado injustificado". La coalición envió 50 delegados a la tercera Conferencia de las Naciones Unidas sobre el cambio climático, celebrada en Kioto. El 11 de diciembre de 1997, día en que los delegados de Kioto alcanzaron un acuerdo sobre límites jurídicamente vinculantes a las emisiones de gases de efecto invernadero, el presidente de la Coalición dijo que el acuerdo sería rechazado por el Senado de EE. UU. En 2001, el director ejecutivo de la Coalición comparó el Protocolo de Kioto con el RMS Titanic.

## Disminución del número de afiliados
Los ecologistas describieron la Coalición como un «club de contaminadores» y pidieron a sus miembros que le retiraran su apoyo. Según el ecologista Lester R. Brown, «el abandono de la Coalición Mundial por el Clima por parte de las principales empresas responde en parte a la creciente evidencia de que el mundo se está calentando». En 1998, los delegados del Partido Verde en el Parlamento Europeo presentaron una propuesta infructuosa para que la Organización Meteorológica Mundial diera a los huracanes el nombre de miembros de la CCG. Las deserciones debilitaron la coalición. En 1996, British Petroleum dimitió y más tarde anunció su apoyo al Protocolo de Kioto y su compromiso de reducir las emisiones de gases de efecto invernadero. En 1997, Royal Dutch Shell se retiró tras las críticas de grupos ecologistas europeos. En 1999, Ford Motor Company fue la primera empresa estadounidense en retirarse; el New York Times describió la salida como «la última señal de las divisiones dentro de la industria pesada sobre cómo responder al calentamiento global» DuPont abandonó la coalición en 1997 y Shell USA (entonces conocida como Shell Oil Company) lo hizo en 1998. En 2000, los miembros corporativos de la CCG fueron objeto de una campaña nacional de desinversión universitaria dirigida por estudiantes. Entre diciembre de 1999 y principios de marzo de 2000, Texaco, Southern Company, General Motors y Daimler-Chrysler se retiraron Algunos antiguos miembros de la coalición se unieron al Consejo de Liderazgo Medioambiental Empresarial del Centro Pew sobre el Cambio Climático Mundial, que representaba a diversas partes interesadas, incluidos intereses empresariales, con un compromiso con la investigación científica revisada por expertos y aceptaba la necesidad de restringir las emisiones para hacer frente al cambio climático.
En 2000, el CCG se reestructuró como asociación de asociaciones comerciales; la afiliación se limitaba a las asociaciones comerciales, y las empresas individuales estaban representadas a través de su asociación comercial. Brown calificó la reestructuración de «esfuerzo apenas velado para ocultar el verdadero problema: la pérdida de tantos miembros corporativos clave».

## Disolución
Después de que el presidente estadounidense George W. Bush retirara a Estados Unidos del proceso de Kioto en 2001, el GCC se disolvió. Sin la participación de Estados Unidos, la eficacia del proceso de Kioto fue limitada. El GCC afirmó en su página web que su misión se había cumplido con éxito, escribiendo: «En este momento, tanto el Congreso como la Administración están de acuerdo en que Estados Unidos no debe aceptar los recortes obligatorios de emisiones que exige el protocolo» Redes de grupos de presión industriales bien financiados y otros grupos que niegan el cambio climático continúan su labor.

## Recepción
En 2015, la Unión de Científicos Conscientes comparó el papel de la GCC en el debate de política pública sobre el cambio climático con los papeles en el debate de política pública sobre la seguridad del tabaco del Instituto del Tabaco, el grupo de presión de la industria tabacalera, y el Consejo para la Investigación del Tabaco, que promovieron una ciencia engañosa. El ecologista Bill McKibben afirmó que, al promover la duda sobre la ciencia, "a lo largo de la década de 1990, incluso mientras otras naciones tomaban medidas, la Coalición Mundial por el Clima de la industria de los combustibles fósiles consiguió que los periodistas estadounidenses trataran el calentamiento acelerado como una historia de él-dijo-ella-dijo". Según Los Angeles Times, los miembros de la CCG integraron las proyecciones de los modelos climáticos en su planificación operativa mientras criticaban públicamente los modelos.
El exvicepresidente Al Gore describió la campaña de bloqueo de las petroleras como "el crimen más grave de la era posterior a la Segunda Guerra Mundial".

## Miembros
- American Electric Power[Notas 1]
- American Farm Bureau Federation[Notas 2]
- American Highway Users Alliance[Notas 2]
- American Iron and Steel Institute[Notas 1][Notas 2]
- American Paper Institute,[Notas 3] luego American Forest & Paper Association[Notas 2]
- American Petroleum Institute[Notas 1][Notas 4][Notas 2]
- Amoco[Notas 1]
- ARCO[Notas 1]
- Association of American Railroads[Notas 2]
- Association of International Automobile Manufacturers[Notas 1][Notas 4]
- British Petroleum[Notas 5]
- Chemical Manufacturers Association,[Notas 1] luego American Chemistry Council[Notas 2]
- Chevron[Notas 6]
- DaimlerChrysler[Notas 7][Notas 5]
- Dow Chemical Company[Notas 1]
- DuPont[Notas 1][Notas 5]
- Edison Electric Institute[Notas 1][Notas 2]
- Enron[Notas 1]
- ExxonMobil (a través de sus dos predecesores)[Notas 4]
- Ford Motor Company[Notas 7][Notas 5]
- General Motors Corporation[Notas 7][Notas 5]
- Illinois Power[Notas 1]
- Motor Vehicle Manufacturers Association[Notas 1]
- National Association of Manufacturers[Notas 1][Notas 4][Notas 2]
- National Coal Association[Notas 1]
- National Mining Association[Notas 2]
- National Rural Electric Cooperative Association[Notas 2]
- Ohio Edison[Notas 1]
- Phillips Petroleum[Notas 1]
- Shell Oil[Notas 7][Notas 5][Notas 6]
- Southern Company[Notas 1][Notas 7]
- Texaco[Notas 1][Notas 7][Notas 5]
- Union Electric Company[Notas 1]
- United States Chamber of Commerce[Notas 1][Notas 2]